# Karl Anton Eckert
Karl Anton Florian Eckert (Potsdam, 7 de desembre de 1820 – Berlín, 14 d'octubre de 1870) va ser un pianista, compositor i director d'orquestra alemany.
Karl Eckert nasqué a Potsdam el 1820. Orfe ben jove fou adoptat pel poeta Friedrich Christoph Förster. Amb només cinc anys mostrà grans dots per a la música i començà aleshores la seva fama. Förster li feu rebre una àmplia formació musical i així Eckert estudià piano, violí i trompa entre altres instruments. Va ser deixeble de Zeller, Rongenhagen i Mendelssohn i molt celebrat per Spontini. Als disset anys estrenà, al teatre de Königsstadt, un barri de Berlín, l'òpera Catalina de Nuremberg, a la qual va seguir molt aviat Der Scharlatan (El xafarder). El 1841 el seu oratori titulat Judith va estrenar-se.
Després del seu viatge cap a Itàlia, va estrenar a Berlín la seva nova òpera Guillem d'Orange (1846). Poc temps després com a pianista va donar una sèrie de concerts als Països Baixos i Bèlgica. Després se'n va anar cap a París com a director d'orquestra del Théâtre Italien. Després d'una gira pels Estats Units d'Amèrica, el 1853, Eckert va tornar a Europa. Va ser mestre de capella de l'Orquestra Filharmònica de Viena el 1853 i entre 1858 i 1860 va fer-se director tècnic de l'Òpera de la Cort de Viena. El 1861 se n'anà a Karlsruhe on també feu de mestre de capella. A partir del 1868 va ser director a l'Òpera de Berlín, on va romandre fins a la seva mort, dos anys després, als 58 anys, i alhora director dels concerts de la cort.
Va deixar una simfonia, una obertura, un trio instrumental i diverses col·leccions de lieder. A Viena, el carrer Eckertgasse al districte urbà de Favoriten porta el seu nom des del 1875.

## Obres
- Das Fischermädchen, singspiel
- Das Käthchen von Nürnberg
- Der Laborant von Riesengebirge, òpera
- Scharlatan, òpera
- Wilhelm von Oranien, òpera